# Банатско-болгарский язык
Банатско-болгарский язык — славянский литературный микроязык болгарских католиков, переселившихся на север, в Банат. Является результатом смешения (в «островной» ситуации и в условиях нового иноязычного окружения) юго-восточного и северо-западного болгарских диалектов.
Распространён с первой половины XVIII в. в исторической области Банат — ныне западная часть принадлежит Сербии, восточная — Румынии; роль культурного центра играло здесь село Винга.
Самоназвания: bâlgârsćia jezić, bâlgarsćia jâzić, чаще — bâlgàrsćijà jázić ‛(банатско)-болгарский язык’; болг. банатско-български книжовен език «банатско-болгарский литературный язык».

## История
Первым литературно-письменным и религиозным языком банатских болгар-католиков был так называемый иллирский (на штокавской основе, с использованием босанчицы — специфической боснийской азбуки на основе кириллицы — и итальянской латиницы; употреблялся до 1860 г.). Первую банатско-болгарскую книгу (катехизис) издал в 1851 г. Имре Берец (Imre Berecz). Работа по созданию литературного языка достигает апогея в 60-е гг. XIX в. в деятельности Йозу Рилла (Józu Rill), кодифицировавшего вместе с членами Учительского общества в Винге его нормы (под влиянием хорватского и сербского возрождения были приняты фонетический принцип письма и южнославянская латиница).
Перерыв в банатско-болгарском культурно-языковом процессе, вызванный резко усилившейся мадьяризацией, а также разделением в 1919 г. Баната между Румынией и Югославией, охватывает первую треть XX в.; с 1930 г. он возрождается, однако Вторая мировая война воспрепятствовала этому: литературный язык практически угасает, находя лишь конфессиональное применение. В настоящее время наблюдается возрождение этого литературного микроязыка.
Основные памятники банатско-болгарской литературы: катехизис, молитвенники Имре Береца, Ивана Узуна (Ivan Uzun), Андрии Клобучара (Andria Klobucsár) и др. Поэзией (в последней трети XIX в.) занимался Леопольд Косилков (Leopold Kossilkov), а также Илия Карабенчов (Ilija Karabenčov).

## Алфавит
Латинский алфавит используемый банатскими болгарами:
| Латинский алфавит банатских болгар Кириллица (эквивалент) МФА | А а Ъ /ɤ/        | Á á А /a/ | B b Б /b/         | C c Ц /ts/ | Č č Ч /tʃ/ | Ć ć Ќ (кь) /kʲ/ | D d Д /d/ | Dz dz Ѕ (дз) /dz/ | Dž dž Џ (дж) /dʒ/ | E e Е /ɛ/ | É é Ѣ /e/ |
| Латинский алфавит банатских болгар Кириллица (эквивалент) МФА | F f Ф /f/        | G g Г /ɡ/ | Gj gj Ѓ (гь) /ɡʲ/ | H h Х /h/  | I i И /i/  | J j Й , Ь /j/   | K k К /k/ | L l Л /l/         | Lj lj Љ (ль) /lʲ/ | M m М /m/ | N n Н /n/ |
| Латинский алфавит банатских болгар Кириллица (эквивалент) МФА | Nj nj Њ (нь) /ɲ/ | O o О /ɔ/ | P p П /p/         | R r Р /r/  | S s С /s/  | Š š Ш /ʃ/       | T t Т /t/ | U u У /u/         | V v В /v/         | Z z З /z/ | Ž ž Ж /ʒ/ |